# 関ケ原町立関ケ原小学校野上分校
関ケ原町立関ケ原小学校野上分校（せきがはらちょうりつ　せきがはらしょうがっこう　のがみぶんこう）は、かつて岐阜県不破郡関ケ原町に存在した公立小学校の分校

## 概要
- 関ケ原町立関ケ原小学校（当時。1978年関ケ原南小学校に改称し、2009年に統合され関ケ原小学校の新設により廃校）の分校であり、野上地区の1～3年の児童が通学していた。
- 跡地は野上転作促進技術研修施設（野上研修センター）になっている。

## 沿革
- 1873年（明治6年）6月 - 野上村に野上駸々義校が開校。民家を仮校舎とする。
- 1874年（明治7年） - 真念寺[注釈 1]を仮校舎とする。
- 1875年（明治8年） - 校舎（木造2階建）を新築し、移転。
- 1879年（明治12年） - 野上小学校に改称する。
- 1881年（明治14年） - 野上村の野上小学校と伊吹村の伊吹学校が統合し、吹上小学校となる。
- 1888年（明治21年） - 相川尋常小学校に改称する。
- 1889年（明治22年）7月1日 - 野上村と伊吹村が合併し、相川村となる。
- 1897年（明治30年） -
  - 関ケ原村、松尾村、藤下村、山中村、及び相川村の一部（野上）が合併し、関原村となる。
  - 関ケ原尋常高等小学校に統合され、関ケ原尋常小学校野上分教場となる。校区は野上のみとなり、尋常科1～3年の児童が通学。
- 1928年（昭和3年） - 関原村が町制施行し、関ケ原町となる。
- 1941年（昭和16年）4月1日 - 関ケ原国民学校野上分教場に改称する。
- 1945年（昭和20年） - 関ケ原国民学校の本校での授業を中止。疎開分散授業となり、野上分教場も疎開分散授業の受け入れ先となる。
- 1947年（昭和22年）4月1日 - 関ケ原町立関ケ原小学校野上分校に改称する。
- 1964年（昭和39年）3月 - 廃止。